# Alfonso Cuarón
Alfonso Cuarón Orozco (Ciudad de México, 28. studenog 1961.), meksički filmski redatelj, scenarist, producent i montažer, najpoznatiji po filmovima, A Little Princess (1995.),  I tvoju mamu također (2001.), Harry Potter i zatočenik Azkabana (2004.), Djeca čovječanstva (2006.) i Gravitacija (2013.).
Većina njegovih uradaka doživjela je priznanje publike i kritičara. Bio je nominiran za tri nagrade Oscar: najbolji originalni scenarij za  I tvoju mamu također, te najbolji adaptirani scenarij i najbolju montažu za Djecu čovječanstva. Također je osvojio nagradu BAFTA za najbolji strani film kao jedan od producenta filma, Panov labirint.
Njegov brat, Carlos, kao i njegov sin, Jonás, također su scenaristi i redatelji, te su obojica glumili i bili koscenaristi u nekim njegovim filmskim uradcima. Cuarón je prijatelj sunarodnjaka redatelja, Guillerma del Toroa i Alejandra Gonzáleza Iñárritua.

## Filmografija
| Godina | Film                              | Zasluge  | Zasluge   | Zasluge   | Zasluge  | Zasluge |
| Godina | Film                              | Redatelj | Scenarist | Producent | Montažer |         |
| ------ | --------------------------------- | -------- | --------- | --------- | -------- | ------- |
| 1991.  | Sólo con tu pareja                | Da       | Da        | Da        | Da       |         |
| 1995.  | A Little Princess                 | Da       |           |           |          |         |
| 1998.  | Great Expectations                | Da       | Da        |           |          |         |
| 2001.  | I tvoju mamu također              | Da       | Da        |           | Da       |         |
| 2004.  | Harry Potter i zatočenik Azkabana | Da       |           |           |          |         |
| 2004.  | Crónicas                          |          |           | Da        |          |         |
| 2004.  | Atentat na Richarda Nixona        |          |           | Da        |          |         |
| 2005.  | Black Sun                         |          |           | Da        |          |         |
| 2006.  | Djeca čovječanstva                | Da       | Da        |           | Da       |         |
| 2006.  | Panov labirint                    |          |           | Da        |          |         |
| 2007.  | Year of the Nail                  |          |           | Da        |          |         |
| 2008.  | Rudo y Cursi                      |          |           | Da        |          |         |
| 2013.  | Gravitacija                       | Da       | Da        | Da        | Da       |         |

Kratki filmovi
- Who's He Anyway (1983.)
- Vengeance Is Mine (1983.) [koredatelj]
- Cuarteto para el fin del tiempo (1983.)
- Paris, je t'aime (2006.) [segment "Parc Monceau"]
- The Shock Doctrine (2007.) [koscenarist i producent]

Dokumentarni filmovi
- Possibility of Hope (2007.)

Televizija
- La Hora Marcada (1986.)
- Fallen Angels (1993.)
- Believe (2014.)

## Vanjske poveznice
- Alfonso Cuarón u internetskoj bazi filmova IMDb-u (engl.)

|  | Zajednički poslužitelj ima još gradiva o temi Alfonso Cuarón |